# Bahía Lángara
Bahía Lángara är en vik i Argentina.   Den ligger i provinsen Santa Cruz, i den södra delen av landet, 1 500 kilometer sydväst om huvudstaden Buenos Aires.